# تاریخ قره باغ میرزا جمال جوانشیر غره باغی
ولایت خود مختار قره‌باغ در جنوب شرقی رشته کوه‌های قفقاز کوچک و بین رودهای ارس و کر واقع شده است. کتاب حاضر منبعی دست اول به زبان فارسی دربارهٔ تاریخ قره‌باغ است که در فاصله زمانی بعد از سلطنت نادرشاه تا عهدنامه ترکمانچای، میرزا جمال جوانشیر قره‌باغی، از منشیان و صاحب‌منصبان خوانین محلی قره باغ آن را به رشته تحریر کشیده است. ازآنجاکه نویسنده در دستگاه خوانین قره‌باغ تا مقام وزارت بالا رفته و پس از سقوط آنها، با فرماندهان و فرمانروایان روسی، همکاری نزدیک داشته است بسیاری از مطالب را براساس مشاهدات خود به رشته تحریر درآورده است. کتاب با مقدمه‌ای مفصل به قلم مصحح آغاز می‌شود که در حدود نیمی از حجم کتاب را به خود اختصاص داده و در آن از جغرافیای قره‌باغ، کوه‌های قره‌باغ، سرگذشت تاریخی قره‌باغ از عصر صفویه تا قاجار، به‌ویژه حوادث مربوط به استیلای روس‌ها به قفقاز و جنگ‌های ایران و روس سخن می‌گوید. مصحح همچنین چهار منبع تاریخی دیگر را که دربارهٔ منطقه قره باغ تدوین شده، معرفی می‌کند و پس از آن دربارهٔ میرزا جمال جوانشیر قره باغی و کتاب او، به تفصیل صحبت می‌کند. متن اصلی کتاب از بیست فصل با این عناوین تشکیل شده است: ۱ در بیان وضعیت جغرافیایی ولایت قره باغ، ۲ در بیان تبعیت و عادت و قواعد قدیم ولایت قره باغ در عهد صفویه، ۳ در بیان نسب و حکومت مرحوم پناه خان، ۴ در بیان صدور فرمان به اسم خانی و حکومت مرحوم پناه خان، ۵ در بیان حکومت ابراهیم خان و قواعد و وقایع آن زمان، ۶ در بیان وقایع و خاتمه آقا محمد شاه، ۷ کشته شدن آقا محمد شاه و معاودت ابراهیم خان ازبلکان به قره باغ، ۸ جنگ‌های دوره دوم روس و ایران، ۹ مدت حکومت خان‌های قره باغ، ۱۰ آثار و عمارت بجا مانده از پناه خان و ابراهیم خان در قره باغ، ۱۱ در نظام و ضابطه ابراهیم خان و قواعد در ایام حکومت او، ۱۲ انعام و پیشکش، ۱۳ تأمین هزینه همراهان، ۱۴ درآمد ابراهیم خان، ۱۵ اخلاق و رفتار ابراهیم خان، ۱۶ اسبان ابراهیم خان، ۱۷ کارگزاران ابراهیم خان، ۱۸ عمله جات و متکلفان امور، ۱۹ اولاد ابراهیم خان، ۲۰ سبب وارثت و ولیعهد بندگان مهدیقلی خان. در پایان کتاب، نسب نامه خاندان جوانشیر، فهرست منابع و فهرست اعلام آمده است.

## محتوای کتاب
قره باغ نامه‌ها منابع دست اولی که دربارهٔ قره باغ و قفقاز به تحریر درآمده عموماً به زبانهای فارسی، روسی، ارمنی و ترکی می‌باشد، که جایگاه منابع فارسی در این میانه بر دیگر منابع کاملاً تفوق و برتری دارد. گرچه مردم منطقه به زبان ترکی صحبت می‌کردند، ولی به دلیل این که زبان اداری و ادبی در منطقه فوق فارسی بود، عموم منابعی که تا اواسط قرن نوزدهم به تحریر درآمده به خط فارسی می‌باشد و حتی نوشته‌های ترکی نیز با الفبای فارسی نوشته شد. در نتیجه برای محققین قفقاز و قره باغ در قرون هجدهم و نوزدهم تردیدی در دانستن زبان فارسی نمی‌ماند.
در منطقه قفقاز در قرن نوزدهم آغاز قرن بیستم کتابهایی دربارهٔ قره باغ به تحریر درآمده که در خور اهمیت و توجه می‌باشد.
کتاب قره باغ، نوشتهٔ میرزا جمال قره باغی، برای اولین بار در باکو چاپ و در سال ۱۹۵۹ به ترکی ترجمه شد.
در بالا بسم الله الرحمن الرحیم کاتب نسخه نوشته است: «کیفیت حکومت و استقلال خوانین مرحومین پناه خان و ابراهیم خان در ولایت قراباغ و بعضی از وقایع متفرقه». سپس در دو طرف «بسم الله الرحمن الرحیم» با خطی دیگر نوشته: «صورت مرقومه مرحوم میرزاجمال قراباغی حسب الفرمایش سردار اورانصوف).
به گفته میرزا جمال وی بیش از نیم قرن در دستگاه خوانین قره باغ حضور داشت و تا به مرتبه وزارت قره باغ بالا آمد، به دلیل این که در طی دوره طولانی میرزایی، فرامین خان‌های قره باغ را به رشته تحریر درمی‌آورد و در بسیاری از جنگ‌ها و وقایع حاضر بود، طبیعتاً از بسیاری از مسائل جزئی و سری را دیده و شنیده و آن را تحریر کرده و برای نوشتن وقایع و حوادث نسل‌های قبل، از تواریخ گذشته یا اشخاص مسن استفاده کرده است که به یقین منبع موثق و دست اولی برای روشن شدن وضعیت قره باغ و مناطق اطراف آن می‌باشد.
میرزاجمال به دلیل تعلق خاطر به خوانین جوانشیر از دیدگاه ایلاتی خود مطالب را قلم زده و به هر صورت ممکن از پناه خان و ابراهیم خان به شدت دفاع کرده و هیچ‌گاه از شکست این دو مطلب ننوشته یا آن را بسیار کم رنگ جلوه داده است
از آن جایی که میرزا جمال خدمت به روس‌ها را برای خود افتخاری بزرگ می‌داند، در نوشتن مطالبی که به نوعی اقدامات روس‌ها در منطقه را زیر سؤال می‌برد، همچون قتل ابراهیم خلیل خان جوانشیر به سادگی عبور می‌کند. به نظر می‌رسد میرزا جمال بعد از سفارش ورنتسف به استخوان بندی مطالب میرزاجمال در هفت فصل اول کتاب مشاهده می‌شود که مفصل‌ترین فصل مربوط به جنگهای دوره اول روس و ایران در فصل هفتم با پانزده صفحه می‌باشد. قاعدتاً حوادثی که به نویسنده نزدیک است باید با تفضیل بیشتر و با شرح جزئیات همراه باشد، متأسفانه فصل هشتم کتاب میرزاجمال که اختصاص به جنگهای دوره دوم روس و ایران دارد، فقط در دو صفحه خلاصه شده که احتمالاً می‌تواند با دلایل ذیل همراه باشد:
ا. میرزاجمال نسخه اول را در قبل از سال ۱۲۴۱ ق پایان برده است و موقعی که در سال ۱۳۶۳ از وی خواسته شد، که تاریخ قره باغ را بنویسد، به دلیل ضیق وقت، جنگ دوم روس و ایران را که بیست سال از آن گذشته بود، به اختصار به تحریر کشیده است.
۲، جدایی قره باغ از بدنه ایران به موجب عهدنامه گلستان و خودگردانی عوامل روس‌ها در قره باغ باعث عدم درج مطالب تفصیلی توسط میرزاجمال شده است.
میرزاجمال بعد از شرح دلایل نوشتن کتاب و اظهار ارادت نسبت به دولت روسیه و شخس ورننسف در بیست فصل کتاب مطالبی به شرح ذیل آورده است:
فصل اول دربارهٔ وضعیت جغرافیایی فره باغ، آبادیها، مرزها، رودها، اولین شهرهای بنا شده در آن، تعلق قره باغ به مملکت اران، نحوه خرابی قره باغ به وسیله چنگیز و تیمور و چگونگی کشاورزی در آن مطالبی آورده است.
فصل دوم، نحوه سکونت ملیک‌های خمسه ارمنی از دوره صفویه و بعد از آن.
فصل سوم. درباب آبا و اجداد پناه خان، چگونگی حضور وی در دستگاه نادرشاه، علل فرار وی از لشکر نادر شاه در خراسان، نحوه تسلط پناه خان بر قره باغ، چگونگی کوچ ایلات جوانشیر از خراسان به قره باغ بعد از قتل نادرا احداث قلعه بیات در قره باغ، چگونگی ایجاد اختلاف بین ملیک‌های ارمنی توسط پناه خان به تفصیل بحث کرده است.
فصل چهارم. دربارهٔ حوادث بعد از قتل نادر، نحوه دریافت لقب خانی پناه خان از امیراصلان خان سردار آذربایجان، أحداث قلعه شوشی، انتقال مردم به قلعه شوشی توسط پناه خان، به قلعه شوشی، حمله فتحعلی خان افشار حاکم ارومیه به قلعه شوشی و اتحاد وی با ملیک‌های ارمنی، تبعات ظهور کریم خان و خلاصی پناه خان از دست فتح علی خان مطالبی مبسوط ذکر کرده است.
فصل پنجم. به حکومت ابراهیم خلیل خان، حدود قلمرو وی، چگونگی عزل و نصب حکام ولایات مختلف توسط ابراهیم خان، ظهور آقا محمد خان و ارسال فرستادگانی به نزد خان قاجار اختصاص دارد.
فصل ششم، دربارهٔ اقدامات آقا محمد خان در قفقاز، فتح تفلیس، دو دستگی ارمنیان در مقابل آقا محمد خان، چگونگی حضور سپاهیان روس به فرماندهی ژیوف در قفقاز، نحوه ارتباط زنوف با خوانین منطقه از جمله ابراهیم خان، حضور مجدد آقا محمد خان در قفقاز، فرار ابراهیم خان از قلعه شوشی به داغستان، تصرف قلعه شوشی توسط آقا محمد خان و قتل وی می‌باشد.
فصل هفتم. به بررسی اوضاع فره باغ و قفقاز پس از قتل آقا محمد خان، چگونگی ورود ابراهیم خان به قره باغ، به سلطنت رسیدن فتحعلی شاه، اطاعت ابراهیم خان از وی، به زئی گرفتن آقا بیگم دختر ابراهیم خان توسط فتحعلی شاه، شروع جنگ‌های روس و ایران، روابط ابراهیم خلیل خان با روس‌ها، مرگ محمد حسن آقا فرزند ارشد ابراهیم خان، تعیین مهدی قلی خان فرزند دیگر خان از روش روس‌ها به جانشین وی، قتل سبسپانوف، گرایش ابراهیم خان و خانات دیگر قفقاز به سوی ایران و قتل ابراهیم خلیل خان به وسیله روس‌ها با هماهنگی فرزند و نوه وی می‌پردازد.
فصل هشتم. جنگهای دوره دوم روس و ایران. فصل نهم. مدت حکومت پناه خان، ابراهیم خلیل خان و مهدیقلی خان.
فصل دهم، آثار و عمارات ساخته شده توسط پناه خان و ابراهیم خان در قره باغ.
فصل یازدهم، دریافت مالیات و هدایا از سوی ابراهیم خان. فصل دوازدهم. پیشکش‌های اشخاص معتبر و سرکردگان قشون به ابراهیم خان.
فصل سیزدهم. تأمین هزینه همراهان در مسافرت توسط وی ابراهیم خان.
فصل چهاردهم تا نوزدهم به ترتیب مداخل، اخلاق و رفتار، اسب‌های کارگزاران و اولاد ابراهیم خان.
فصل بیستم. درباب مهدی قلی خان جانشین ابراهیم خان.